# 衍恩
衍恩，董氏，內务府镶黃旗汉军人。嘉庆戊午科举人，辛酉科进士。官至湖北安陆府知府，安徽宁国府知府，戶部江西司郎中。
父广霈，伯父广善为乾隆己酉科进士，堂兄弟衍豫为道光癸未科进士。